# 高陽體育園區
高陽體育園區（韓語：고양종합운동장） 是一個位於韓國京畿道高陽市的綜合體育園區。園區包括高陽體育場、高陽室內體育館和游泳池。

## 設施

### 高陽體育場
高陽體育場是一座位於韓國高陽市的綜合體育場。主要用於舉辦足球賽事，為高陽Hi足球俱樂部、Goyang KB和Goyang Daekyo Noonnoppi的主場。體育場可容納41,311人。體育場於2003年完工啟用。

### 高陽室內體育館
高陽室內體育館為韓國籃球聯賽高陽獵戶座的主場。

## 外部連結
- 官方網站 （页面存档备份，存于） 
- Goyang Sports Facilities Management Center 
- Goyang Kookmin Bank Official Site （页面存档备份，存于） 
- World Stadiums
- Goyang Stadium （俄文）

37°40′34.87″N 126°44′35.55″E / 37.6763528°N 126.7432083°E